# Nueva Rosita
Nueva Rosita es una ciudad localizada en el estado mexicano de Coahuila, al noreste de México. Es la cabecera del municipio de San Juan de Sabinas, formando parte de la Región Carbonífera de Coahuila y cuenta con un total de 39 058 habitantes.

## Geografía
Nueva Rosita se localiza dentro del municipio de San Juan de Sabinas en Coahuila. Se encuentra en las coordenadas 27°56′18″N 101°13′01″O / 27.93833, -101.21694 a una altitud de entre 995 a 990 metros sobre el nivel del mar.

### Clima
| Parámetros climáticos promedio de Nueva Rosita, Coahuila de Zaragoza (369 msnm) | Parámetros climáticos promedio de Nueva Rosita, Coahuila de Zaragoza (369 msnm) | Parámetros climáticos promedio de Nueva Rosita, Coahuila de Zaragoza (369 msnm) | Parámetros climáticos promedio de Nueva Rosita, Coahuila de Zaragoza (369 msnm) | Parámetros climáticos promedio de Nueva Rosita, Coahuila de Zaragoza (369 msnm) | Parámetros climáticos promedio de Nueva Rosita, Coahuila de Zaragoza (369 msnm) | Parámetros climáticos promedio de Nueva Rosita, Coahuila de Zaragoza (369 msnm) | Parámetros climáticos promedio de Nueva Rosita, Coahuila de Zaragoza (369 msnm) | Parámetros climáticos promedio de Nueva Rosita, Coahuila de Zaragoza (369 msnm) | Parámetros climáticos promedio de Nueva Rosita, Coahuila de Zaragoza (369 msnm) | Parámetros climáticos promedio de Nueva Rosita, Coahuila de Zaragoza (369 msnm) | Parámetros climáticos promedio de Nueva Rosita, Coahuila de Zaragoza (369 msnm) | Parámetros climáticos promedio de Nueva Rosita, Coahuila de Zaragoza (369 msnm) | Parámetros climáticos promedio de Nueva Rosita, Coahuila de Zaragoza (369 msnm) |
| Mes                                                                             | Ene.                                                                            | Feb.                                                                            | Mar.                                                                            | Abr.                                                                            | May.                                                                            | Jun.                                                                            | Jul.                                                                            | Ago.                                                                            | Sep.                                                                            | Oct.                                                                            | Nov.                                                                            | Dic.                                                                            | Anual                                                                           |
| ------------------------------------------------------------------------------- | ------------------------------------------------------------------------------- | ------------------------------------------------------------------------------- | ------------------------------------------------------------------------------- | ------------------------------------------------------------------------------- | ------------------------------------------------------------------------------- | ------------------------------------------------------------------------------- | ------------------------------------------------------------------------------- | ------------------------------------------------------------------------------- | ------------------------------------------------------------------------------- | ------------------------------------------------------------------------------- | ------------------------------------------------------------------------------- | ------------------------------------------------------------------------------- | ------------------------------------------------------------------------------- |
| Temp. máx. abs. (°C)                                                            | 36                                                                              | 37                                                                              | 42                                                                              | 44                                                                              | 45                                                                              | 46                                                                              | 46                                                                              | 47                                                                              | 44                                                                              | 41                                                                              | 38                                                                              | 33                                                                              | 47                                                                              |
| Temp. máx. media (°C)                                                           | 17.6                                                                            | 20.9                                                                            | 26.0                                                                            | 30.8                                                                            | 33.4                                                                            | 36.4                                                                            | 37.2                                                                            | 37.0                                                                            | 33.0                                                                            | 28.0                                                                            | 21.9                                                                            | 17.9                                                                            | 28.2                                                                            |
| Temp. media (°C)                                                                | 10.4                                                                            | 13.5                                                                            | 17.9                                                                            | 23.0                                                                            | 26.1                                                                            | 29.5                                                                            | 30.1                                                                            | 30.0                                                                            | 26.5                                                                            | 21.5                                                                            | 15.1                                                                            | 11.1                                                                            | 21.1                                                                            |
| Temp. mín. media (°C)                                                           | 3.2                                                                             | 6.0                                                                             | 9.7                                                                             | 15.1                                                                            | 18.8                                                                            | 22.5                                                                            | 23.0                                                                            | 22.9                                                                            | 20.0                                                                            | 15.1                                                                            | 8.2                                                                             | 4.3                                                                             | 13.9                                                                            |
| Temp. mín. abs. (°C)                                                            | -13                                                                             | -8.5                                                                            | -3                                                                              | 0                                                                               | 1.8                                                                             | 14                                                                              | 4                                                                               | 5                                                                               | 4                                                                               | 4                                                                               | -6                                                                              | -6.5                                                                            | -13                                                                             |
| Precipitación total (mm)                                                        | 13.9                                                                            | 13.7                                                                            | 10.2                                                                            | 32.3                                                                            | 63.5                                                                            | 57.5                                                                            | 36.9                                                                            | 45.0                                                                            | 71.2                                                                            | 39.6                                                                            | 13.4                                                                            | 14.9                                                                            | 384.2                                                                           |
| Fuente: Servicio Meteorológico Nacional                                         |                                                                                 |                                                                                 |                                                                                 |                                                                                 |                                                                                 |                                                                                 |                                                                                 |                                                                                 |                                                                                 |                                                                                 |                                                                                 |                                                                                 |                                                                                 |

## Demografía
De acuerdo con el censo de población del año 2020 hay un total de 39 058 habitantes, 19 303 hombres y 19 755 mujeres.
Tiene un índice de fecundidad de 2.11 hijos por mujer, hay un grado promedio de escolaridad de 10.17.

## Religión
Cuenta con templos evangélicos, 10 iglesias, 2 capillas y una ermita, siendo así una de las pocas ciudades de Coahuila donde no domina el catolicismo

## Infraestructura social y de comunicaciones

### Educación
El Municipio cuenta con infraestructura adecuada para impartir educación inicial, preescolar, primaria, capacitación para el trabajo, secundaria, profesional medio superior y bachillerato; además cuenta con diferentes instituciones profesionales tales como la Escuela Superior de Contaduría y Administración (ESCA), La Universidad Tecnológica de la Región Carbonífera (UTRC),la Escuela Superior de Ingeniería de la Universidad Autónoma de Coahuila y La "Esc.de Enfermería Dr.Alfonso R.Riddle" destacada a nivel estado, así como también un fuerte impulso en el ámbito educativo para los adultos.

### Salud
En el Municipio las unidades que dan atención a la Salud son: la Secretaría de Salud, el Instituto Mexicano del Seguro Social (IMSS), el Instituto de Seguridad y Servicios Sociales de los Trabajadores del Estado (ISSSTE) y, en el medio rural presta sus servicios la Secretaría de Salud. Además se cuenta con Clínicas particulares, 1 Clínica Hospital y 2 de maternidad.

### Abasto
Cuenta con comercio organizado y tiendas de autoservicios, así como abarrotes y misceláneas.

### Deporte
Cuenta con diversas unidades deportivas como:
Unidad Deportiva Raúl González Rodríguez
Gimnasio Municipal Ricardo Torres Nava
Gimnasio Minero Secc. 14
Parque deportivo Rosita
Parque de béisbol infantil Santana Guadiana
Parque de béisbol Jesús Moreno
Campo de futbolamericano Armadillos

### Vivienda
Cuenta con 10.155 viviendas y un promedio de 6 habitantes por vivienda.
En este municipio existen dos comunidades que concentran un alto porcentaje de viviendas, San Juan de Sabinas y Nueva Rosita; la construcción de las mismas es a base de block y ladrillo, destacando las casas de adobe en el medio rural; en cuanto a los servicios, en su mayoría cuentan con agua, electricidad y drenaje.

### Servicios públicos
La cobertura de servicios públicos de acuerdo a apreciaciones del Ayuntamiento es:
- Agua Potable: 90%
- Alumbrado Público: 75%
- Drenaje: 75%
- Recolección de basura: 75%
- Seguridad Pública: 60%
- Pavimentación: 38%
- Mercados y Centrales de Abastos: 60%
- Rastros: 75%

Además, el Ayuntamiento administra los servicios de parques y jardines, edificios públicos, unidades deportivas y recreativas, monumentos y fuentes, entre otros.

### Medios de comunicación
Cuenta con los servicios de telefonía, correo, telégrafo, radio, televisión, radiocomunicación, e Internet.

### Vías de comunicación
Las vías de acceso a este municipio son la carretera federal n.º 57, Saltillo-Piedras Negras, que atraviesa la cabecera municipal, y la carretera local n.º 22, Múzquiz-Rosita, que cruza por el sur del municipio. Existen caminos rurales que comunican las localidades con la cabecera municipal; además se tiene servicio de transporte foráneo.
Además cuenta con un aeropuerto con pista asfaltada de 1,750 m de largo por 20 m de ancho, calle de rodaje y plataforma general de 113 m de ancho por 90 m de largo; actualmente no operan líneas comerciales.

## Actividad Económica

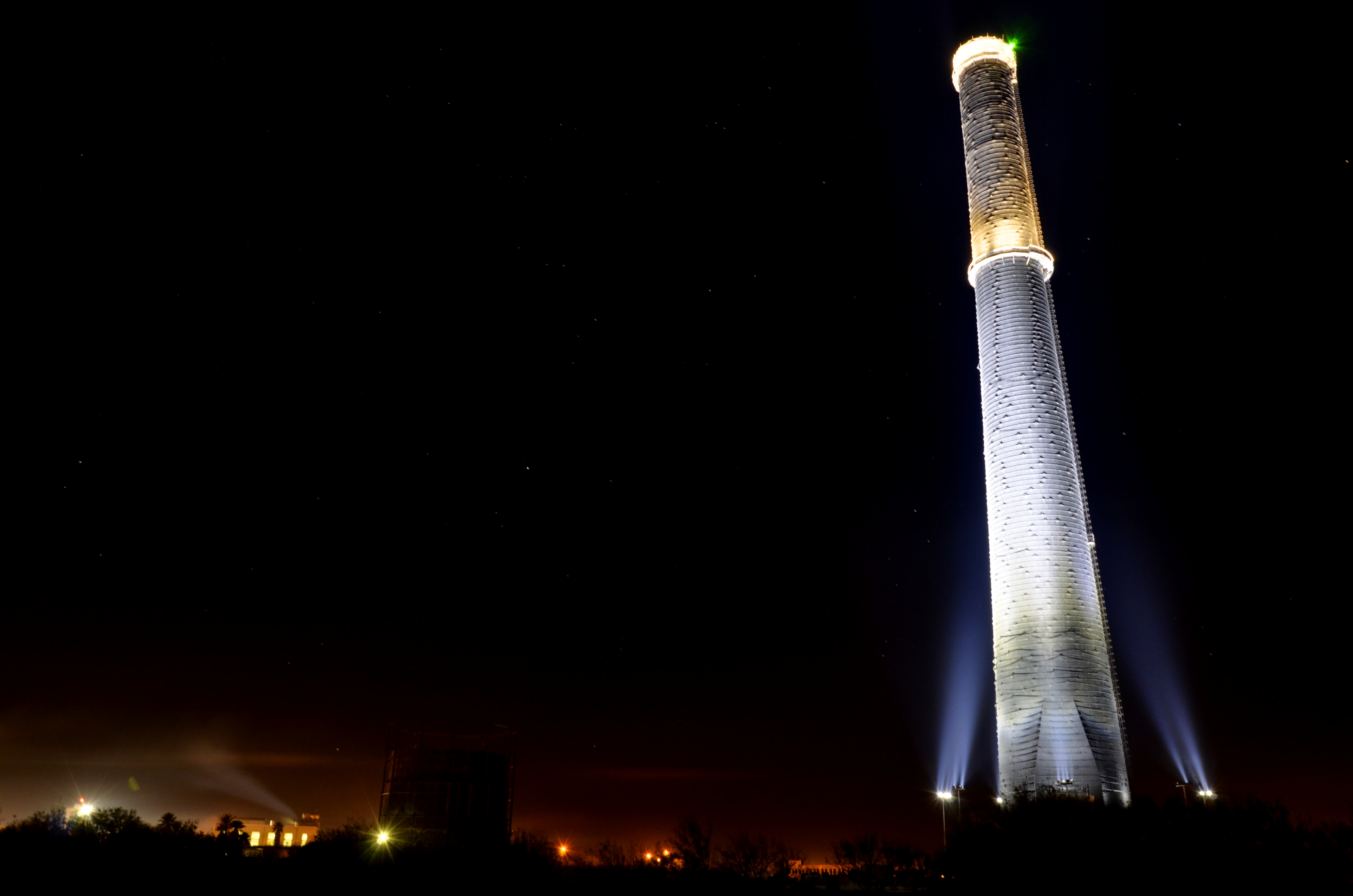
La chimenea de Nueva Rosita

### Agricultura
De los cultivos destaca la producción de trigo, maíz y forrajes.

### Ganadería
Se cría ganado bovino para propósitos comerciales y en menor cantidad ganado de registro, de igual manera el ganado caprino sigue siendo importante sobre todo en la ganadería de pequeños productores y en menor proporción el ganado ovino y porcino.

### Industria
Existen solo 2 industrias textiles, fabricación de materiales de construcción, alimenticia.

### Minería
Hay yacimientos de carbón, cuya producción corresponde al 6.5 por ciento de la producción nacional.
1951
La Suprema Corte de Justicia de la Nación negó un amparo a los mineros de Nueva Rosita que realizaron la “caravana del hambre”. Meses antes, el 16 de octubre de 1950, el grupo de mineros disidente del sindicalismo oficial, liderados por Antonio García Medrado, estallaron su huelga tras negarse las empresas mineras a entablar negociaciones dado que su sindicato carecía de reconocimiento de la Secretaría del Trabajo.
La empresa Mexican Zinc & Company, subsidiaria de la American Smelthing and Refining Company ASARCO, realizó libremente ajustes de su personal.
Después de tres meses de huelga que pudieron resistir con ayuda de solidaridad internacional y nacional, el 20 de enero de 1951, los miembros de la sección 14 del Sindicato Minero iniciaron la caminata de más de 1,400 km desde Nueva Rosita a la capital, que fue nombrada por los diarios como la “caravana del hambre” en conmemoración a la fuerte represión sufrida por la empresa a sus trabajadores, dejándolos sin servicios de salud, seguridad, pago y sin comida lo que ocasionó la muerte de muchos niños. 
Tras el fallo de la Suprema Corte, los mineros regresarán a Nueva Rosita. La mayoría serán despedidos, otros se recontratarán sin reconocimiento de la empresa de la antigüedad que han logrado. Otros más emigrarán a los Estados Unidos como nuevos braceros.
2014
El dirigente sindical, Mario Alberto Ríos Luna, dijo el 2 de noviembre de 2014 que en vista de que se piensa en la clase trabajadora se exigirá una aceptación directa al tabulador para que se pueda contar con los beneficios estipulados para los más de 70 empleados que pertenecen a la planta lavadora de Minsa.
Dijo, “sabemos que estamos pidiendo un aumento elevado, pero las negociaciones ya están dadas y de ahí esperamos conseguir un buen resultado para nuestros trabajadores, lo único que nos preocupa es que se pueda contar con un salario digno que se mantenga a la par con la inflación o al menos, nos ayude a enfrentar los aumentos constantes de insumos”.

### Piscicultura
Se concreta a pequeñas explotaciones, susceptibles de incrementarse pues cuenta con cuerpos de agua.

### Comercio
Esta actividad se orienta principalmente a la compraventa de alimentos, bebidas y productos del tabaco; prendas de vestir y artículos de uso personal; compraventa en tiendas de autoservicio y de departamentos especializados por línea de mercancía; equipo de transporte, refacciones y accesorios; gases, combustibles y lubricantes; materias primas, materiales y auxiliares; equipo de transporte, refacciones y accesorios.

### Servicios
En este sector destacan los que prestan las instituciones financieras y de seguros; agrupaciones mercantiles, profesionales, cívicas, políticas, laborales y religiosas; profesionales y técnicos; de alojamiento temporal, preparación y venta de alimentos y bebidas, recreativos y de esparcimientos, personales para el hogar y diversos.
- Sector Primario 20%
- Sector Secundario 70%
- Sector Terciario 10%

## Atractivos culturales y turísticos

### Patrimonio
Los monumentos históricos de la ciudad incluyen: el Panteón Municipal del siglo XIX, la iglesia de San Juan del siglo XIX y la escuela de Ignacio de Zaragoza del siglo XX. Cuenta con Presidencias Municipales del siglo XIX.
El Templo de San Juan, construido en el siglo XIX, es un ejemplo agradable de arquitectura local. Hay también un museo dedicado a la historia regional y la cultura.

### Monumentos
Históricos: Panteón Municipal del siglo XIX; Iglesia San Juan, del siglo XIX; Escuela Ignacio Zaragoza, del siglo XX; y la Ex- Presidencia Municipal, del siglo XIX.
Arquitectónicos: el templo de San Juan, construido en los siglos XIX y XX; La Mansión, fábrica fundada en el siglo XX ; el templo del Sagrado Corazón, edificado en el año de 1925; Y lo que distingue a la región carbonífera y en especial a la ciudad de Nueva Rosita es "La Famosa Chimenea" prueba del espíritu minero de esta región construida en 1929 la cual fue durante algún tiempo la más alta en América.

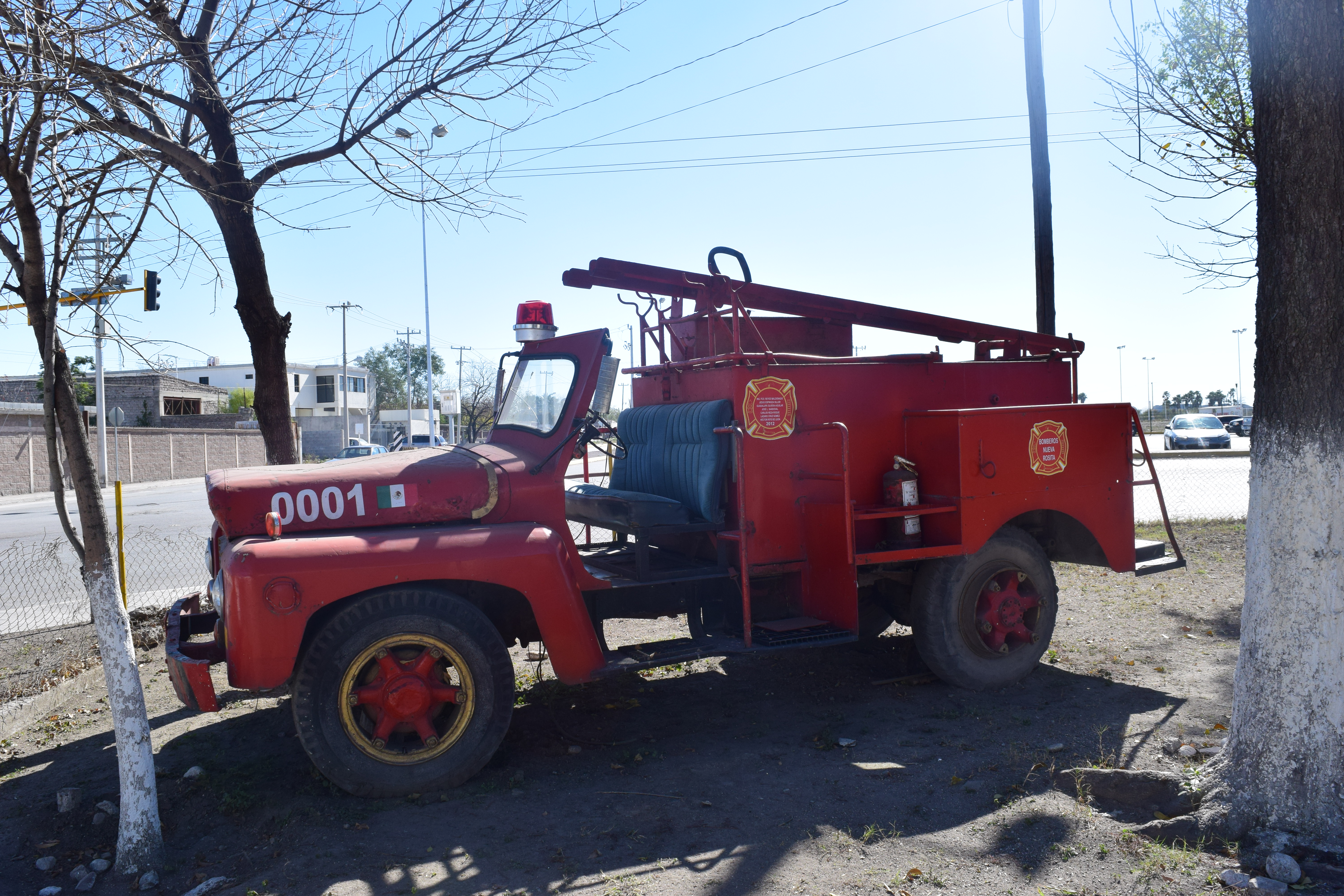
Antiguo carrito de bomberos de Nueva Rosita (Coahuila).

Museos: cuenta con un museo regional de historia.

## Fiestas, Danzas y Tradiciones
En Semana Santa se lleva a cabo la tradicional marcha del silencio, en mayo se lleva a cabo la conmemoración de la erección de la ciudad; en agosto la Astro Feria, exposición ganadera e industrial.

### Música
Música norteña y ranchera en una parte de la población, además de cumbia y entre los años 2000 - 2007 - Actualidad; ha habido una creciente demanda por la música pop en inglés y español, rock urbano y música country.

### Gastronomía
Son tradicionales las carnes asadas, los tamales, chorizo. las tortillas de harina, las barbacoas y buñuelos.

### Centros turísticos
La Famosa Chimenea la cual puede ser observada desde cualquier punto de la ciudad a sus alrededores se ha construido un centro recreativo que cuenta con áreas deportivas de fútbol soccer y rápido, campo de softbol, juegos infantiles, ciclo pista, sanitarios, snacks, iluminación para la práctica nocturna del deporte. (enlace roto disponible en Internet Archive; véase el historial, la primera versión y la última). Además dentro de sus atractivos turísticos están los parques llamados Los Sabinitos, que cuentan con arboledas y balnearios. El Consuelo, rodeado de bellezas naturales y en el margen izquierdo del río Sabinas se localizan los parques Los Gritos y San Antonio.
En la plaza principal se le rinde homenaje a Miguel Hidalgo, cuyo monumento está construido con mármol traído desde Italia.
Las fiestas tradicionales se celebran en agosto, con el nombre de Astro Feria, en la cual hay exposición ganadera e industrial. Cuenta con hoteles y restaurantes necesarios para satisfacer la demanda turística.

## Gobierno

### Localidades principales
Nueva Rosita
Cabecera
Agricultura y Ganadería
Villa de San Juan de Sabinas
11 km
Agricultura y minería
Ej. Santa María
22 km
Agricultura y Ganadería
Ej. Zaragoza
24 km
Agricultura y Ganadería (poca minería)

### Caracterización del Ayuntamiento
Ayuntamiento 1996 - 1999
+ 1 Presidente Municipal
+ 1 Síndico
+ 8 Regidores de mayoría relativa
+ 4 Regidores de representación proporcional

#### Comisión responsable
Hacienda
1.er. Regidor
Fomento Agropecuario
2.º. Regidor
Seguridad Pública
3.er. Regidor
Asistencia y Previsión Social
4.º. Regidor
Servicios Primarios
5.º. Regidor
Desarrollo Social
6.º. Regidor
Educación
7.º. Regidor
Planificación, urbanismo y obras públicas
8.º Regidor
Parques y jardines
9.º Regidor
Ecología y protección ambiental
10.º Regidor
Catastro municipal
11.º Regidor
Panteones
12.º Regidor

#### Cronología de alcaldes municipales
El PRI es el partido político que más ha ganado elecciones.
| Nombre                                        | Año Inicio | Año Final | Elecciones |
| --------------------------------------------- | ---------- | --------- | ---------- |
| —Abdenago Fraustro G.                         | 1937       | 1938      | 1936       |
| —Pedro Vázquez                                | 1939       | 1940      | 1938       |
| —Pantaleón R. Galván                          | 1940       | 1942      | 1940       |
| —Urbano Riojas R.                             | 1942       | 1945      | 1942       |
| —Servando Prado R.                            | 1945       | 1948      | 1945       |
| —Régulo Garza Téllez La caravana del hambre.  | 1948       | 1951      | 1948       |
| —Feliciano Morales R. La Caravana del Hambre. | 1951       | 1954      | 1951       |
| —Pedro J. Menchaca                            | 1954       | 1957      | 1954       |
| —Abraham Zamora Rivera                        | 1957       | 1960      | 1957       |
| —Rafael Flores Tovar                          | 1960       | 1963      | 1960       |
| —Antonio G. Loya Sánchez                      | 1963       | 1966      | 1963       |
| —César H. Dávila Salinas                      | 1966       | 1969      | 1966       |
| —Encarnación Castañeda Maldonado              | 1969       | 1972      | 1969       |
| —Oscar Von Versen López                       | 1972       | 1975      | 1972       |
| —Noé Guzmán Aguilar                           | 1975       | 1978      | 1975       |
| —Régulo Garza Téllez                          | 1978       | 1981      | 1978       |
| —Julián Muñoz Uresti                          | 1981       | 1984      | 1981       |
| —Enrique Maldonado Mendoza                    | 1984       | 1987      | 1984       |
| —Javier Z. Cruz Sánchez                       | 1987       | 1990      | 1987       |
| —Julián Muñoz Uresti                          | 1990       | 1993      | 1990       |
| —Alfredo Habib García                         | 1993       | 1996      | 1993       |
| —Antonio Nerio Rodríguez                      | 1996       | 1999      | 1996       |
| —César B. Castro Ibáñez                       | 1999       | 2002      | 1999       |
| —Jorge Alberto Guajardo Garza                 | 2002       | 2005      | 2002       |
| —Óscar Ríos Ramírez                           | 2005       | 2009      | 2005       |
| —Antonio Nerio Maltos                         | 2009       | 2013      | 2009       |
| —César Alfonso Gutiérrez                      | 2013       | 2017      | 2013       |
| —Julio Iván Long Hernández                    | 2017       | 2018      | 2017       |
| —Julio Iván Long Hernández                    | 2018       | 2021      | 2018       |
| —Mario Alberto López Gámez                    | 2021       | 2024      | 2021       |
| —Óscar Ríos Ramírez                           | 2024       | 2027      | 2024       |

## Reseña histórica
Los terrenos de este municipio fueron cedidos en merced al General Clemente de la Garza Falcón en 1768, de los cuales la mitad oeste le fue vendida en 1809 al capitán Francisco Ignacio Elizondo, y el resto fue adquirido por el capitán José Melchor Sánchez Navarro el año de 1814, el cual se quedaría con el total de la Hacienda el 3 de junio de 1829, esta propiedad sumaba 104,264 hectáreas.
Por Decreto del Presidente Benito Juárez, expedido en Chihuahua el 24 de noviembre de 1866 se fundó la villa de San Juan de Sabinas; dos años más tarde, el gobierno de Coahuila ordenó su establecimiento. El Decreto de Juárez fue publicado hasta el 12 de marzo de 1869.
Antiguamente a este municipio, conocido como Sabinas, se le cambió el nombre por el de San Juan de Sabinas, siendo durante muchos años cabecera de este municipio la villa del mismo nombre. Sin embargo, al paso del tiempo, el mineral de Nueva Rosita fue adquiriendo importancia hasta convertirse en la cabecera del municipio, concediéndosele el título de ciudad el 5 de mayo de 1979.

### Toponimia
Su antigua denominación era San Juan de Sabinas. Antiguamente se localizaba en territorio correspondiente a este municipio la Hacienda de San Juan, al decretarse la separación y formación de este municipio se adoptó el nombre y se le agregó "de Sabinas" por los árboles sabinos que crecen a lo largo del río.

### Escudo
Es cuartelado en cruz; lleva en primer lugar, al frente, sobre un fondo de gules y oro, la cabeza de un minero que emerge de la tierra y atrás aparece una chimenea y unas baterías, como símbolo de una de las principales actividades en el Municipio, que lo constituye la minería. En el cuartel diestro superior, y en segundo plano, se dibuja el fruto del maíz y una espiga de trigo, los cuales simbolizan la agricultura y la ganadería. En el cuartel siniestro superior, sobre un fondo azul en el primer plano, se destaca un libro abierto y en el segundo plano, una antorcha encendida, los cuales representan la educación. En el cuartel diestro inferior, sobre un fondo de gules y oro, aparece una mano que emerge de la tierra y sostiene una piedra de carbón, la cual simboliza el principal producto minero del subsuelo de este municipio. En el cuartel siniestro inferior, sobre un fondo de gules y oro, emerge una mano de la tierra una mano que sostiene un engrane y un caduceo, que representan la industria, el comercio y la medicina, los cuales ocupan un lugar importante en el municipio. En la bordura superior lleva el nombre del municipio y en la bordura inferior el lema "Unión, Trabajo, Progreso".

## Personas destacadas
- Ricardo Guerra, Actor nacido en Nueva Rosita que cuenta con una larga trayectoria en Televisa.
- Raúl Guajardo Barrera, Deportista, Considerado como el mejor corredor regional, nacional e internacional de 1,500 y 5,000 metros planos ganador del trofeo Challenger considerado uno de los trofeos más codiciados entre los maratonistas.
- Eliseo Monsiváis Alvarado, Gracias a su esfuerzo se dotó a la comunidad de varios servicios sociales, destacando los educativos, de vivienda y agua potable
- Julián Muñoz Uresti, Líder del Sindicato Minero de la Secc 14, doblemente elegido presidente municipal. por el carisma que siempre demostró a la gente, conocido popularmente como el "Chaparro de Oro".
- Jorge Von Versen, Periodista y constituyente del 17 por Coahuila
- Enrique Labastida Elguezabal, Empresario de la Industria Minera
- Casiano González Estrada, Músico
- Juan Hernández García, Líder minero, Fundador de la Unión Minera Mexicana
- Pedro Muñoz Flores, Líder Minero Sección 14, Fundador de la Unión Minera Mexicana, Juez civil nombrado directamente por el gobernador del estado en ese entonces Eulalio Gutiérrez.
- Julio Aldama, Actor
- Pedro Muñoz Narváez, beisbolista poderoso tolete de la liga del norte..
- Nicolás Jiménez, Músico
- Jesús Moreno, Deportista
- Eduardo "Lalo" Muñoz Davila, de los primeros representantes obreros pertenecientes a la iglesia bautista en Nueva Rosita, uno de los líderes durante la "Gran Huelga de 1950", juez civil, secretario general de la Sección 14 (1976-1978), y secretario interino del PRI en la región carbonífera.
- Ricardo Torres Nava, Escalo la cumbre del Monte Everest
- Don Fermín Guadiana Tijerina, Importante Empresario de la Industria Minera y Transportista del Norte de México. Miembro del Consejo Consultivo de la Cámara Nacional del Autotransporte de Carga (CANACAR). Presidente del equipo de baseball "Mineros de Nueva Rosita".
- Dr. Ignacio García López, Oculista prestigiado que ayudó en la educación de jóvenes de escasos recursos.
- Ing. Salvador González Fernández, Importante Empresario Coahuilense y fundador de Triturados de Piedras Negras S.A. de C.V.
- Diana Laura Riojas de Colosio, esposa de Luis Donaldo Colosio Murrieta.Hija de Raymudo Riojas R. quien fuera Oficial Mayor de la Compañía Carbonífera de Sabinas S. A.
- José Fernández Santos - "Decano de los Cronistas Deportivos en Coahuila" en la XENR, radiodifusora local. (? - 1965)
- Gilberto Briseño "El Fósil", artista sobresaliente.

- Abraham Quintanilla sr. Abuelo de la de la cantante Selena Quintanilla

## Cronología de hechos históricos
1768
18 de enero: se solicitan los terrenos del municipio.
1768
18 de febrero: entrega de los terrenos al C. Clemente de la Garza Falcón.
1866
24 de noviembre, por Decreto del Presidente Benito Juárez, se fundó la villa de Sabinas.
1869
13 de mayo: Decreto por el que se erige un nuevo municipio con el nombre de San Juan de Sabinas.
1906
20 de enero: decreto que erige el municipio de Sabinas.
1908
27 de febrero, explosión en Mina de Carbón "La Rosita" 200 muertos.
1940
Miembros de la Sección 14 del Sindicato Industrial de Trabajadores Mineros, Metalúrgicos y Similares de la República Mexicana (SITMMSRM) comienzan una Huelga (Huelga de Nueva Rosita)contra las compañías Carbonífera de Sabinas y Mexican Zinc. Exigían 2 millones de pesos de aumento a sus salarios y varias prestaciones.
1948
9 de junio, los obreros de Altos Hornos de México, en Monclova Coahuila, iniciaron una serie de 13 paros de una hora cada uno, a consecuencia de lo cual se rescindieron los contratos de 2600 trabajadores de la empresa miembros del SITMMSRM. El día 26 se firmó una nueva contratación colectiva, habiendo perdido los mineros 47 días de salarios.
1950
17 de septiembre los mineros agrupados en la Sección 14, fracción I (pertenecientes a las minas de Nueva Rosita, Palau y Cloete) del Sindicato Industrial de Trabajadores, Mineros, Metalúrgicos y Similares de la República Mexicana (SITMMSRM), entregaron un pliego de violaciones al Contrato colectivo de trabajo y un emplazamiento a huelga
16 de octubre, la ASARCO ordenó entonces a sus funcionarios de Nueva Rosita y Cloete que despidieran a “todos y cada uno de los obreros que han venido obstaculizando la producción y la administración de la empresa por más de dos años.”La Junta de Conciliación y Arbitraje de la Secretaría del Trabajo, la cual resolvió apoyar a la empresa norteamericana; declaró improcedentes las demandas e inexistente la huelga. Los patrones de las minas contrataron 1,500 esquiroles y despidieron a los huelguistas.
1951
20 de abrilMiguel Alemán declaró ilegal la huelga; los mineros fueron regresados en un tren a Nueva Rosita. La ASARCO aceptó reinstalar sólo a 800 de los cerca de 3,000 trabajadores de Nueva Rosita y Cloete.
1979
El 5 de mayo se le concede el título de ciudad a la Villa de Nueva Rosita.